# Grupo Bimbo
Grupo Bimbo è una società alimentare multinazionale messicana con sede a Città del Messico. È la più grande azienda di panificazione al mondo e gestisce le più grandi panetterie negli Stati Uniti d'America, in Messico, Canada, Cile, Perù, Colombia e Spagna, e ha alcune delle più vaste reti di distribuzione in Messico e negli Stati Uniti d'America. Gestisce anche più di 100 marchi, tra cui Entenmann, Bimbo, Tia Rosa, Marinela, Wonder Bread (solo in Messico), Barcel, Sara Lee, Mrs Baird's, Stroehmann, Ball Park buns, Oroweat e Arnold Bread.
Bimbo è quotato alla Borsa messicana dal 1980 ed è un componente dell'IPC, il principale indice di riferimento delle azioni messicane.  Nel 2016, la rivista Forbes ha classificato Grupo Bimbo al n. 986 del Forbes Global 2000, una classifica annuale delle prime 2000 società pubbliche del mondo.

## Storia
La società è stata fondata nel 1945 da Lorenzo Servitje, José T. Mata, Jaime Sendra, Jaime Jorba e Alfonso Velasco. In quindici anni, sotto la guida di Daniel Servitje, attuale presidente del consiglio di amministrazione e CEO del gruppo, si è affermata come una società di panetteria globale, registrando un aumento delle vendite di 4,67 miliardi di dollari nel 2004 a 10,712 miliardi di dollari nel 2011.
I primi prodotti lanciati sul mercato erano pagnotte di pane bianco grandi e piccole avvolte in cellophane, pane di segale e pane tostato. Alla fine del 1948, c'erano nove prodotti Bimbo sul mercato. La linea è stata ampliata nel 1952 con l'avvio della produzione di Donas del Osito (Bear Cub Donuts), insieme a una nuova linea di panini: Bimbollos, Medias Noches e Colchones.
Nel 1949 fu inaugurato il primo deposito fuori Città del Messico nella città di Puebla. Nel 1956 iniziò l'attività dello stabilimento Bimbo Occidente di Guadalajara, con Roberto Servitje come primo direttore generale. Quattro anni dopo fu inaugurato lo stabilimento di Bimbo del Norte nella città di Monterrey, Nuevo León.
Nel 2013 è stata la nona società messicana per fatturato. Nel 2014 ha registrato ricavi per 14,1 miliardi di dollari USA. Ha oltre 138.000 dipendenti, 165 stabilimenti produttivi e 2,5 milioni di centri di vendita situati in 32 paesi